# Josef Gielen
Josef Gielen (Colonia, 20 dicembre 1890 – Vienna, 19 ottobre 1968) è stato un attore, direttore teatrale e regista tedesco.

## Biografia
Josef Gielen, figlio di Johann Gielen e di sua moglie Maria, nata Kring, ha studiato storia dell'arte, letteratura e teatro nelle Università di Bonn e Monaco di Baviera e ha debuttato come attore a Königsberg (Prussia) nel 1913 e poi ha lavorato al Landestheater Darmstadt.
Durante la prima guerra mondiale prestò servizio come soldato nell'esercito tedesco. Nel 1921 si affermò a Darmstadt come attore e regista.
Poi si trasferì a Dresda, dove iniziò a lavorare come direttore teatrale; qui lavorò allo Staatliches Schauspielhaus dal 1924 al 1934 e poi all'Opera di Stato fino al 1936, dove Richard Strauss diresse le prime mondiali di Arabella (1933) e Die Schweigsame Frau (1935).
Nel 1936, quando Gielen fu denunciato dai nazisti a Dresda, Clemens Krauss lo portò all'Opera di Stato di Berlino per la stagione 1936-1937. Lo Staatstheater di Dresda era sotto Joseph Goebbels, l'Opera di Stato di Berlino sotto Hermann Göring, la cui moglie Emmy conosceva i Gielens e poteva offrire una certa protezione.
Per precauzione, tuttavia, lasciarono la Germania nazista nel 1937 e si recarono a Vienna, dove Gielen lavorò al Burgtheater fino al 1939. Gielen non era di origine ebraica, ma era sposato con una donna ebrea: Rosa (1891 Sambor - 1972 Vienna),
Da ebrea, la coppia sfuggì al pericolo che l'aveva minacciata dall'"Anschluss" d'Austria emigrando in Sudamerica. Dal 1939 Gielen lavorò come regista lirico al Teatro Colón di Buenos Aires.
Nel 1948 rientrò nella capitale austriaca dove diresse, dal 1948 al 1954 il Burgtheater riportandolo, dopo la crisi della guerra, a un'alta dignità europea.
Da allora si è dedicato liberamente alla regia di drammi e di opere in ribalte austriache e straniere, specie per grandi manifestazioni celebrative, recando sempre una nota di nitido approfondimento del testo e di teatralità mai fine a sé stessa.
Anche suo figlio Michael Gielen lavorò come direttore d'orchestra e fu inoltre un compositore.